# Hamengkubuwono IX.

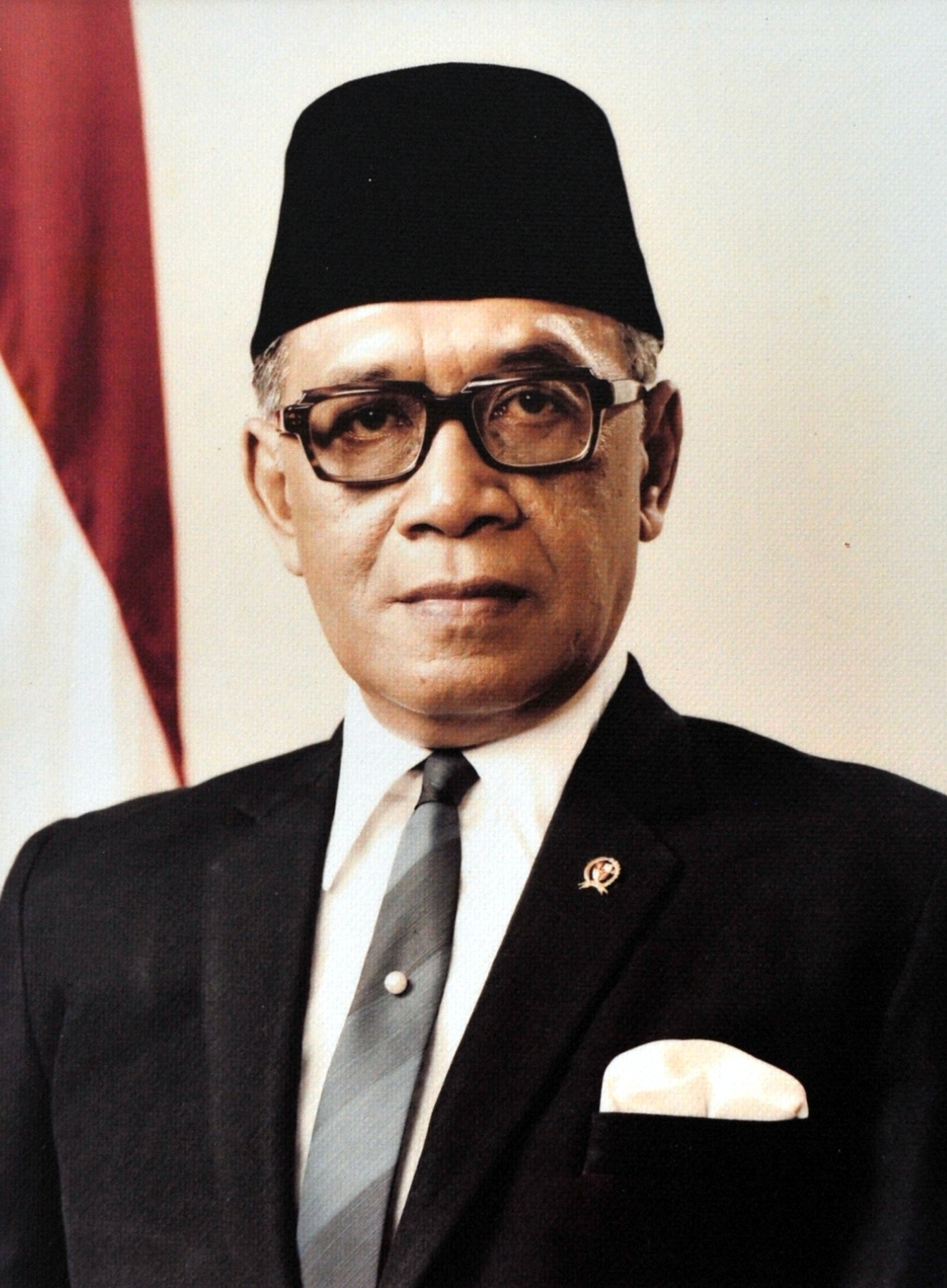
Hamengkubuwono IX.

Hamengkubuwono IX. (* 12. April 1912 in Yogyakarta, Indonesien; † 2. Oktober 1988 in Washington, D.C.) war vom 18. März 1940 bis 2. Oktober 1988 der neunte Sultan und ab 1945 Gouverneur von Yogyakarta und vom 22. März 1973 bis 23. März 1978 Vizepräsident Indonesiens unter dem diktatorisch regierenden Präsidenten Suharto. Davor war er auch Wirtschaftsminister und gehörte damit neben Außenminister Adam Malik zu den führenden politischen Kräften Indonesiens.

## Ehrungen
- Großes Bundesverdienstkreuz mit Stern und Schulterband (22. Oktober 1963)[2]